# Ligne de Douai à Blanc-Misseron
La ligne de Douai à Blanc-Misseron est une ligne de chemin de fer française intégralement située dans le département du Nord, d'une longueur de 46 kilomètres, qui relie la gare de Douai à celle de Blanc-Misseron, à la frontière belge, via la gare de Valenciennes. Elle constitue un maillon de la première liaison internationale ouverte entre Paris et Bruxelles, et la deuxième ligne internationale ouverte en France après la ligne de Lille à Mouscron. Longtemps marquée par le transport du charbon issu du bassin minier et par la sidérurgie du bassin valenciennois, la ligne connaît au XXIe siècle un trafic diversifié constitué de fret, d'un important trafic voyageurs régional, ainsi que de TGV à destination de Valenciennes après rebroussement à Douai.
Elle constitue la ligne no 262 000 du réseau ferré national, et est une section de la ligne internationale (Douai) – Valenciennes – Quiévrain – Mons, dénommée en Belgique « ligne 97 ».

## Histoire

### Chronologie
- 14 novembre 1842 : ouverture du tronçon de Valenciennes à Quiévrain
- 20 juin 1846 : ouverture du tronçon de Douai à Valenciennes
- 1954-1957 : électrification par caténaire 25 kV-50 Hz

### La seconde ligne franco-belge

La ligne de Paris-Nord à Lille entre Miraumont et Lille et la ligne de Douai à Blanc-Misseron, en 1844.

La ligne de Valenciennes à Blanc-Misseron et Quiévrain est une des premières réalisées en France, et la deuxième à caractère international : elle est en effet déclarée d'intérêt public par une loi le 15 juillet 1840 et ouverte le 14 novembre 1842 par l'État, seulement une semaine après la ligne de Lille à Mouscron. Elle permet de relier Valenciennes et son bassin minier à l'étoile ferroviaire de la Belgique. Ce réseau embryonnaire, construit par les Chemins de fer de l'État belge de 1835 à 1843, comportait une ligne transfrontalière Bruxelles - Mons - Valenciennes ; trois lignes partant de Malines et aboutissant respectivement à Aix-la-Chapelle, Anvers et Ostende ; ainsi qu'une ligne reliant Lille à Mouscron, Tournai et Bruges.
La ligne de Douai à Valenciennes est déclarée d'utilité publique par une loi le 11 juin 1842. Une loi du 15 juillet 1845 autorise le ministre des Travaux publics a réaliser l'adjudication de la ligne, ainsi que de la partie existante entre Valenciennes et la frontière. L'adjudication a lieu le 9 septembre au profit de Messieurs de Rothschild frères, Hottinger et compagnie, Charles Laffitte, Blount et compagnie pour une durée de 30 ans. Cette adjudication est approuvée par une ordonnance royale le 10 septembre 1845.
La ligne entre Douai et Valenciennes est ouverte le 20 juin 1846 par la Compagnie du chemin de fer du Nord formée par les concessionnaires et constitue un embranchement de la grande ligne de Paris-Nord à Lille, ouverte le même jour. Elle devient alors un maillon de la liaison transfrontalière entre deux capitales, les trains en provenance de Paris et à destination de Bruxelles transitant par Valenciennes et la gare-frontière de Blanc-Misseron avant d'atteindre Mons et de remonter vers la capitale belge. Cependant un itinéraire plus direct entre les deux capitales est ouvert dès 1855 par la ligne de Creil à Jeumont.
Durant la Seconde Guerre mondiale, les circulations militaires d'occupation remplacent l'essentiel du trafic voyageurs. Le 11 août 1944, un bombardement endommage gravement la gare de Somain et détruit le bâtiment des voyageurs, le triage et le dépôt. Les nœuds ferroviaires de Douai et Valenciennes sont également visés par les bombardements alliés et font l'objet de destructions. Durant les mois qui suivent, le trafic est totalement désorganisé.
En juillet 1954, la gare de Valenciennes est mise sous tension en 25 kV-50 Hz, dans le cadre de l'électrification en monophasé de l'artère Nord-Est. En décembre 1955, la ligne de Lille à Valenciennes via Orchies est à son tour équipée, ainsi que le raccordement de Beuvrages. En janvier 1957, l'électrification du tronçon de Beuvrages à Somain est mise en œuvre, suivie de la mise sous tension de Somain - Douai - Lens le 22 octobre de la même année. Si la desserte locale de voyageurs reste pour l'essentiel assurée par autorail, les lourds convois de fret profitent des performances de la traction électrique, qui met fin à l'usage séculaire de la traction à vapeur alimentée par le charbon produit localement.
La signalisation fait également l'objet d'une modernisation, le block Lartigue Nord laissant la place au block automatique lumineux (BAL) en 1952 sur le tronc commun entre Valenciennes et Beuvrages, puis en 1956 entre Douai et Somain, le block manuel unifié étant déployé de Somain à Beuvrages. En 1962, la traction vapeur disparaît totalement de la région et le dépôt vapeur de Somain est fermé.
En décembre 1982, la fusion des postes de Valenciennes et de la bifurcation de Beuvrages est mise en œuvre, avec création d'un nouveau poste d'aiguillage tout relais à transit souple (PRS). En parallèle, le block automatique lumineux est installé sur le tronçon de Somain à Beuvrages ; en effet, avec cent circulations quotidiennes, la subsistance du block manuel générait trop fréquemment des bouchons par manque de débit. Durant cette même période, le déclin de l'exploitation minière est amorcé et les tonnages transportés par la SNCF s'effondrent.
Entre 1974 et 1990, les tonnages transportés par rail connaissent une baisse de 30 % entre Valenciennes et Somain, et 57 % entre Somain et Douai. Cette diminution, qui atteint en premier lieu dans le Nord de la France le bassin minier du Nord-Pas-de-Calais, est la conséquence de la fermeture des mines et des transformations de l'industrie métallurgique avec la fermeture de nombreuses unités sidérurgiques. Le trafic de marchandises reste néanmoins élevé, avec en moyenne quotidienne, 970 wagons expédiés du triage de Somain en 1991.

## Tracé
La ligne de Douai à Blanc-Misseron est longue de 47 km et présente un tracé relativement rectiligne et plat, orientée Ouest-Est sur la quasi-totalité de son parcours, le tout à travers l'ancien Bassin minier du Nord - Pas-de-Calais. L'origine des points kilométriques est à Paris-Nord.
La ligne naît à Douai, sur le tracé de la ligne de Paris-Nord à Lille, accessible par un raccordement en venant de Paris et en passant par la gare de Douai en venant de Lille. Au PK 216,970, on trouve la bifurcation de Sin-Est, en direction de Cambrai par la ligne de Saint-Just-en-Chaussée à Douai. Peu après la gare de Montigny-en-Ostrevent, on trouve l'entrée du triage de Somain, établi à cheval sur les communes de Bruille-lez-Marchiennes et de Somain et sous le tracé de l'autoroute A21. Vient ensuite la gare de Somain, aboutissement de la ligne de Busigny à Somain, et autrefois origine de la ligne de Somain à Halluin, en direction d'Orchies. Après la gare de Wallers, la ligne passe sous l'autoroute A23, arrive à Raismes et passe notamment le long de l'usine et du centre d'essais d'Alstom, le tout à travers la forêt de Raismes. C'est ensuite à hauteur de Beuvrages que le tracé retrouve la ligne de Fives à Hirson, ainsi qu'une bifurcation en direction de l'ancien triage de Saint-Saulve, désormais reconverti en garage. Enfin, les deux lignes, désormais en tronc commun, passent sur un pont enjambant le cours de l'Escaut, pour enfin arriver en gare de Valenciennes.
Après rebroussement, la ligne continue vers la frontière belge en direction du nord-est puis de l'est, cette fois à voie unique (anciennement à double voie) et non électrifiée. Par un tracé rectiligne et marqué de faibles rampes de 3 ‰, la ligne atteint alors Blanc-Misseron, puis franchit l'Aunelle et pénètre dans Quiévrain, première gare belge située dans la région industrielle de Mons. Cette seconde section n'est pas utilisée par le TER Hauts-de-France ni exploitée pour le trafic de voyageurs ou le trafic régulier de marchandises. Au-delà de Quiévrain, la ligne poursuit son tracé jusqu'à Mons sous le nom de ligne 97.

## Infrastructure

### Équipement
Le tronçon de Douai à Valenciennes, à double voie, possède un profil correct, avec des déclivités qui ne dépassent pas 6‰. La ligne est électrifiée en 25 kV-50 Hz monophasé, équipée du block automatique lumineux (BAL), du contrôle de vitesse par balises (KVB) et d'une liaison radio sol-train sans transmission de données.

### Vitesses limites
Vitesses limites de la ligne en 2014 pour tous les types de trains en sens impair (certaines catégories de trains, comme les trains de marchandises, possèdent des limites plus faibles) :
| De       | À               | Limite |
| -------- | --------------- | ------ |
| Douai BV | Valenciennes BV | 110    |

La vitesse limite est fixée depuis plusieurs décennies à un seuil nettement inférieur aux possibilités techniques de la ligne en raison des risques d'affaissements miniers.

## Exploitation

### De Douai à Valenciennes

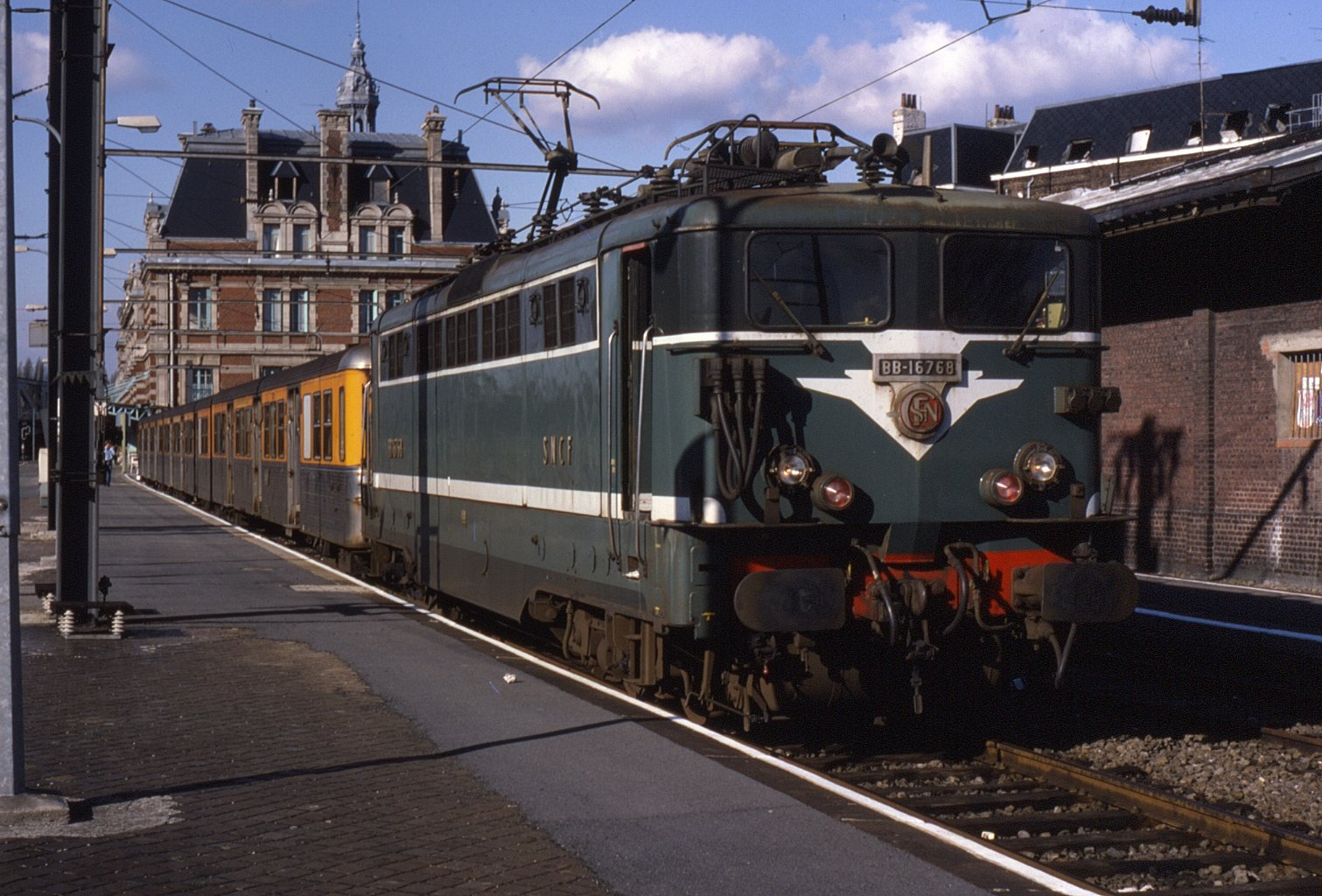
Une BB 16500 en tête d'une rame inox omnibus, caractéristique du service régional, ici en gare de Valenciennes en 1987.

Entre Douai et Valenciennes, le trafic de marchandises a toujours été particulièrement élevé, et même considérable durant l'entre-deux-guerres, avec le transport de charbon envoyé des gares de Somain et Montigny-en-Ostrevent, la production des mines d'Anzin, Bruay-sur-l'Escaut et Condé-sur-l'Escaut étant rabattue sur la gare de Valenciennes, également proche de divers pôles métallurgiques. La gare de Somain envoie par ailleurs du trafic issu des mines d'Aniche et de Denain, de la verrerie d'Aniche, de la cokerie d'Azincourt, ainsi que des usines sidérurgiques d'Aniche, Denain et Lourches. Lors de la création de la Société nationale des chemins de fer français (SNCF) en 1938, la desserte locale voyageurs est assez étoffée avec quatorze allers-retours assurés de Douai à Valenciennes, dont cinq par autorail standard, en correspondance à Douai avec les trains de Paris.
À la Libération, le trafic reprend après réparation des dommages, mais la priorité étant donnée au transport de charbon et de produits métallurgiques, vitaux pour le redémarrage économique de la France, le service des voyageurs est volontairement restreint à deux allers-retours Lens - Douai - Valenciennes quotidien au printemps 1945. Avec la reprise progressive de la production, le trafic des pondéreux atteint son niveau d'avant-guerre, avec un important courant reliant les secteurs de Somain et de Valenciennes, la Lorraine, les ports de Calais et de Dunkerque ainsi que la région parisienne et la Normandie. En 1952, le trafic de voyageurs est constitué de dix allers-retours quotidiens dont la moitié assurés par autorail.
Malgré la mise sous tension de la ligne de 1954 à 1957, le trafic local reste essentiellement assuré par des autorails Renault ABJ et unifiés X 3800 du centre de Douai. En 1960, alors qu'il existe treize relations quotidiennes omnibus dans chaque sens entre Douai et Valenciennes, un train avec voitures directes de Paris-Nord à Douai et Valenciennes est mis en route, avec un temps de parcours de 2 h 43.
En 1993, le TGV fait son apparition avec l'ouverture de la LGV Nord ; quatre fréquences quotidiennes sont offertes entre Paris-Nord et Valenciennes avec desserte et rebroussement à Douai. La politique de développement des transports publics portée par le conseil régional du Nord-Pas-de-Calais provoque une forte hausse du nombre de circulations locales, qui compense en partie la baisse continue du trafic de marchandises, engendrée par la fermeture des mines et l'effondrement de la production sidérurgique. Au début des années 1990, le tronçon de Douai à Somain voit circuler 119 trains par jour, ce qui en fait la section de ligne la plus fréquentée de la région derrière le tronçon de Lille à Douai.
En l'an 2000, le nombre d'allers-retours TGV atteint sept par jour, et le nombre total de circulations sur la ligne se monte à 133 de Douai à Somain, 103 de Somain à Beuvrages et 223 de Beuvrages à Valenciennes, en tronc commun avec la ligne de Lille.
En 2022, les TER Hauts-de-France circulent tous les jours sur la ligne, en plus des TGV InOui reliant Paris-Nord à Valenciennes, par Arras et rebroussement à Douai. Les trains TER assurent les missions omnibus entre Douai et Valenciennes de la ligne commerciale P43, ainsi que des semi directs de la ligne K44 reliant Lille-Flandres à Saint-Quentin, desservant alors Douai, Montigny-en-Ostrevent et Somain.

### De Valenciennes à Blanc-Misseron

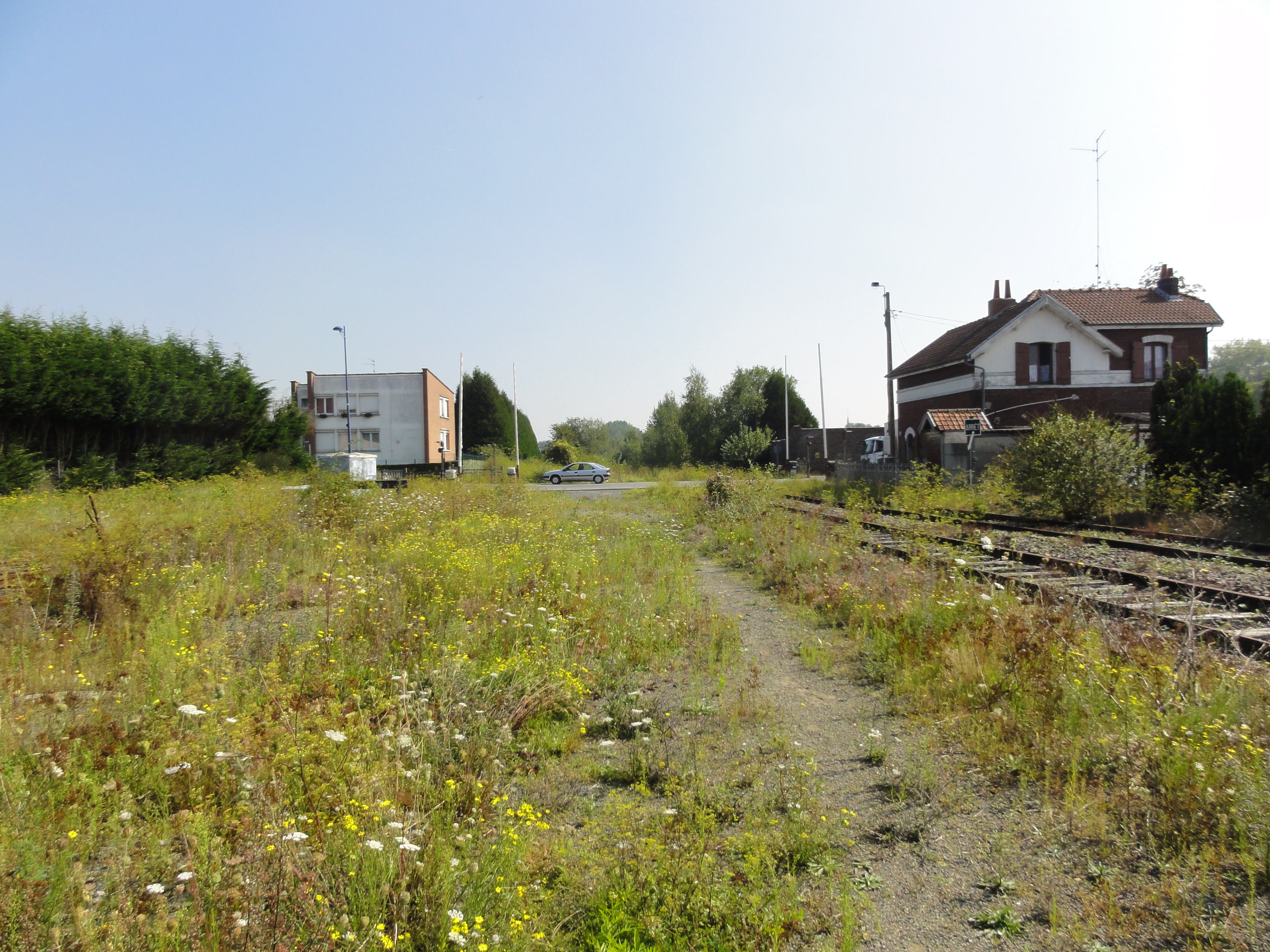
La ligne, vue au Blanc-Misseron, peu avant la frontière belge. Après le PN visible au fond, la voie est interrompue et envahie par les herbes folles.

Avant la Première Guerre mondiale, le tronçon de Valenciennes à Quiévrain est particulièrement actif, avec de sept à neuf circulations quotidiennes de voyageurs, à destination de Mons et Bruxelles avec des acheminements de voitures directes de Paris-Nord à Bruxelles, et un nombre important de trains de marchandises. À la création de la SNCF en 1938, huit trains relient chaque jour Valenciennes à Quiévrain, dont un express se dirigeant vers Bruxelles-Midi. Mais la Seconde Guerre mondiale et l'Occupation viennent mettre un terme définitif à ce trafic : tout transit entre la France et la Belgique est interrompu sur cet axe et seules deux navettes quotidiennes sont remises en service en 1943.
Au début des années 1950, cette navette est relativement peu fréquentée, et fait dès lors l'objet d'un transfert sur route en 1954, tandis que la Société nationale des chemins de fer belges (SNCB) maintient trois allers-retours quotidiens de Mons à Blanc-Misseron, ce qui crée une situation peu commune de desserte d'une gare française uniquement accessible par voie ferroviaire depuis un pays étranger. Ces circulations cessent toutefois au printemps 1976 avec un terminus reporté à Quiévrain, côté belge, et la ligne est bientôt laissée à l'abandon à hauteur de la frontière.
Au début des années 2010, la ligne est physiquement interrompue entre Blanc-Misseron et Quiévrain ; et sur le tronçon subsistant de Valenciennes à Blanc-Misseron, seuls six trains d'Inorec, dix de Toyota et quatre de Bombardier Transport y circulent chaque semaine.

## Projets
Des études ont envisagé la réutilisation d'une partie de l'emprise de la ligne entre Valenciennes et Blanc-Misseron pour une partie de la phase IV du tramway de Valenciennes, soit partiellement la seconde partie de la ligne 2. Un projet consiste également à prolonger cette future ligne de tramway de son terminus à la gare de Blanc-Misseron jusqu'à la gare de Quiévrain, en Belgique,.
Toutefois, la ligne transfrontalière pourrait connaître une renaissance durant les années 2010 : l’État et les collectivités locales ont en effet présenté deux grands projets structurants pour le développement économique, la réouverture du canal Condé-Pommereul dans le cadre du canal Seine-Nord Europe ; et la réouverture de la ligne entre Valenciennes et Mons pour les besoins exclusif du trafic de marchandises. Un accord entre les gouvernements français et belge est signé durant l'automne 2013, avec pour objectif la circulation de 13 à 16 trains de marchandises par jour, la ligne demeurant à voie unique et non-électrifiée afin de limiter les coûts, avec une vitesse limitée à 40 km/h. Le coût prévisionnel des travaux s'élève à 18 millions d'euros, répartis à hauteur de treize millions pour l'État français et de cinq millions, financés par Région wallonne vu le caractère régional du projet, côté belge. Après trois années consacrées aux études et aux procédures administratives, les travaux seraient réalisés en 2017 et la ligne mise en service en 2018,.